# Корё-киданьские войны
Корё-киданьские войны (кор. 고려-거란 전쟁?, 高麗-契丹戰爭?; кит. трад. 高麗—契丹戰爭, упр. 高丽—契丹战争, пиньинь Gāolí — qìdān zhànzhēng, палл. Гаоли — цидань чжаньчжэн) — серия вооружённых конфликтов X и XI веков между Корё и киданями на территории, где сейчас проходит граница между Китаем и КНДР.

## Предпосылки
После падения Когурё в 668 году и недолгой китайской оккупации на территории Маньчжурии и Приморского края возникло королевство Пархэ, населённое корейцами и народом Мохэ.
Во время ослабления уйгуров, китайской Тан и Бохай в район нынешней Внутренней Монголии вступило монгольское племя киданей. Они начали распространять своё влияние и в 916 году киданьский вождь Елюй Амбагай основал империю Ляо. Киданьское государство продолжало расти и в 926 напало на Бохай, завоевав его. Через десять лет, в 936 году, после того, как Корё объединило корейские племена, Ляо захватило 16 китайских провинций к югу от Великой стены и основало там династию поздняя Цинь (кит. 晋).
Со временем кидани стали могущественной силой и вскоре их интересы столкнулись с интересами Корё, которое также проводила экспансию на север.

## Хронология
- Закат Бохай (907—926)

- 907: Елюй Амбагай (Абаоцзи) (кит. 耶律阿保磯) основал династию Ляо и Киданьскую Империю

- Пархэ: (926—983)

Буфер между Корё и киданями перестал существовать. Многие представители правящего класса Бохай, этнические корейцы, после падения своего государства бежали в Корё и Хупэкче, .
- Первые киданьские набеги

Кидани совершали набеги на Корё в 983, 985 и 989 годах.

## Внешние ссылки
- Корё и кидани (1) — англ.
- Корё и кидани (2) — англ.